# Roger Mathis (labdarúgó, 1921)
Roger Mathis (1921. április 4. – 2015. július 9.) svájci labdarúgóhátvéd.

## Pályafutása

### Klubcsapatban
Teljes játékos-pályafutását: 1941-től 1957-ig a Lausanne-Sport csapatánál töltötte. Ezzel a klubbal kétszer nyerte meg a svájci bajnokságot és kétszer a svájci kupát.

### A válogatottban
1954. május 23-án mutatkozott be a svájci válogatottban – csapattársa, Roger Bocquet oldalán –, az 1954-es világbajnokság felkészülési mérkőzésén, amelyet hazájukban rendeztek a címvédő Uruguay ellen.
A világbajnokság után még három nemzetközi mérkőzést játszott, az utolsót 1955. június 26-án a Jugoszlávia elleni Európa-kupában.

## Sikerei, díjai
- Svájci bajnokság: 1944, 1951
- Svájci kupa: 1944, 1950